# ديك ويلسون (سياسي)
ديك ويلسون (بالإنجليزية: Dick Wilson)‏ هو سياسي أمريكي، ولد في 29 أبريل 1934، وتوفي في 31 يناير 1990.